# Philippe Druillet
Philippe Druillet (Toulouse, 28 de junho de 1944) é um artista francês de banda desenhada. Seu primeiro quadrinho foi publicado em 1966, intitulado Le Mystère des abîmes, onde ocorre a primeira aparição do personagem Lone Sloane, que viria a ser recorrente em sua obra. Foi colaborador regular da revista franco-belga Pilote a partir de 1970. Druillet juntou-se a Moebius, Jean-Pierre Dionnet e Bernard Farkas para fundar a editora Les Humanoïdes Associés e lançar a icônica revista Métal Hurlant, em janeiro de 1975. Em 1980, publicou Salammbô, adaptação do romance homônimo de Gustave Flaubert,  levando a antiga história à ficção científica, no qual o seu personagem favorito "Lone Sloane" está encarnado em Mâtho.
Philippe Druillet também trabalhou em ilustrações para capas de discos e livros, além de experimentar em diversas áreas como cinema, fotografia, arquitetura, música, pintura, escultura e computação gráfica. Em 2023, Druillet foi homenageado no 50.° Festival de Angoulême com a exposição "Les 6 voyages de Philippe Druillet", que faz uma retrospectiva de sua obra.